# San Pelayo (Valladolid)
San Pelayo es una localidad de la provincia de Valladolid, Castilla y León, España.

## Geografía
El municipio de San Pelayo, de 10,64 km², se encuentra en la comarca de los Montes Torozos, a 776 metros sobre el nivel del mar.
| Noroeste: Peñaflor de Hornija   | Norte: Castromonte | Noreste: La Santa Espina |
| Oeste: Barruelo del Valle       |                    | Este: Wamba              |
| Suroeste Torrecilla de la torre | Sur: Torrelobatón  | Sureste: Castrodeza      |

## Historia

### sigloXIX
Así se describe a San Pelayo en la página 759 del tomo XII del Diccionario geográfico-estadístico-histórico de España y sus posesiones de Ultramar, obra impulsada por Pascual Madoz a mediados del siglo XIX:

PELAYO (SAN)

Lugar con ayuntamiento en la provincia, audiencia territorial y capitanía general de Valladolid (5 leguas), partido judicial de Mota del Marqués (2), diócesis de Palencia (11).
Situado a la falda de los cerros que forman los páramos del monte de Torozos, sobre terreno húmedo; las enfermedades más comunes son fiebres intermitentes; tiene 70 casas; la consistorial; escuela de instrucción primaria; una posada; una fuente con tres caños, que dan abundantes y buenas aguas; una ermita (El Humilladero) y una iglesia parroquial (La Asunción de Nuestra Señora), servida por un beneficiado patrimonial de nombramiento del diocesano.
El término se halla enclavado en el de Torrelobatón.
El terreno fertilizado por un pequeño arroyo es de mediana calidad; comprende un buen prado de pastos naturales.
Caminos: los locales y la carretera de Madrid a Asturias, todos en mal estado.
Producciones: cereales y algunas legumbres; se cría ganado mular y vacuno.
Industria: la agrícola, la panadería y un molino harinero.
Población: 46 vecinos, 184 almas.

Capital productivo: 404.100 reales. Imponible: 40.410. Contribución: 6.740 reales 1 maravedí.

## Geografía humana

### Demografía
Cuenta con una población de 48 habitantes (INE 2024).
| Gráfica de evolución demográfica de San Pelayo entre 1842 y 2021                                                      |
| |
| Población de derecho según los censos de población del INE. Población de hecho según los censos de población del INE. |

## Administración y política
Partidos que han gobernado el municipio desde 1987
| Legislatura | Partido         |
| ----------- | --------------- |
| 1987-1991   | AP              |
| 1991-1995   | PP              |
| 1995-1999   | PP              |
| 1999-2003   | PP              |
| 2003-2007   | PP              |
| 2007-2011   | PP              |
| 2011-2015   | PP              |
| 2015-2019   | Toma la Palabra |
| 2019-       | Toma la Palabra |